# Skallen Glacier
Skallen Glacier är en glaciär i Antarktis. Den ligger i Östantarktis. Norge gör anspråk på området. Skallen Glacier ligger 12 meter över havet.
Terrängen runt Skallen Glacier är platt åt nordost, men åt sydväst är den kuperad. Havet är nära Skallen Glacier åt nordväst. Trakten är obefolkad. Det finns inga samhällen i närheten.